# نالون
نالون رودی است که به خلیج بیسکای می‌ریزد. این رود از کشور اسپانیا می‌گذرد.